# Lutherroos
De Lutherroos of Lutherzegel is een wereldwijd herkenbaar symbool voor het lutheranisme. Het was oorspronkelijk een persoonlijk zegel ontworpen door Maarten Luther als een uitdrukking van zijn theologie en geloof waarmee hij zijn autorisatie gaf aan zijn correspondentie.

## Betekenis
In een brief van 8 juli 1530 aan Justus Jonas beschreef Luther zijn wapen:
Het eerste zal een kruis zijn - zwart - in een hart, dat zijn natuurlijke kleur heeft. Omdat men zo van het hart gelooft, dat het gerechtvaardigd wordt.

Zo'n hart zal midden in een witte roos staan, teken, dat het geloof vreugde, troost en vrede geeft. Daarom zal de roos wit en niet rood zijn; de witte kleur is van de Geest en van alle engelen de kleur. Zo'n roos staat in een hemelsblauw veld, omdat zulke vreugde in Geest en geloof het begin is van de toekomstige hemelse vreugde. En om zo'n veld een gouden ring, omdat zo'n zaligheid in de hemel eeuwig is en geen einde kent en kostbaarder is, dan alle vreugde en goederen, zoals goud de edelste en kostbaarste erts is.